# Оксид кобальта(II,III)
Оксид кобальта(II,III) — неорганическое соединение, оксид металла кобальта с формулой Co3O4, серо-чёрные кристаллы, не растворимые в воде. Может рассматриваться как смешанный окисел CoO•Co2O3 или как соль кобальтат(III) кобальта(II) Co[Co2O4].

## Получение
- Окисление кобальта или оксида кобальта(II) на воздухе:

{\displaystyle {\mathsf {3Co+2O_{2}\ {\xrightarrow {500^{o}C}}\ Co_{3}O_{4}}}}
{\displaystyle {\mathsf {6CoO+O_{2}\ {\xrightarrow {500^{o}C}}\ 2Co_{3}O_{4}}}}
- Разложение метагидроксида кобальта при нагревании:

{\displaystyle {\mathsf {12CoO(OH)\ {\xrightarrow {600^{o}C}}\ 4Co_{3}O_{4}+O_{2}+6H_{2}O}}}

## Физические свойства
Оксид кобальта(II,III) образует серо-чёрные кристаллы кубической сингонии, пространственная группа F d3m, параметры ячейки a = 0,8124 нм, Z = 8.
В зависимости от способа получения состав может отличаться от стехиометрического.
Является парамагнетиком.
Не растворяется в воде, р ПР = 99,15.

## Химические свойства
- Разлагается при нагревании:

{\displaystyle {\mathsf {2Co_{3}O_{4}\ \xrightarrow {905-925^{o}C} \ 6CoO+O_{2}}}}
- Медленно растворяется в концентрированных кислотах:

{\displaystyle {\mathsf {Co_{3}O_{4}+8HCl\ {\xrightarrow {}}\ 3CoCl_{2}+Cl_{2}+4H_{2}O}}}
{\displaystyle {\mathsf {2Co_{3}O_{4}+6H_{2}SO_{4}\ {\xrightarrow {100^{o}C}}\ 6CoSO_{4}+O_{2}+6H_{2}O}}}
- При сплавлении с щелочами окисляется кислородом::

{\displaystyle {\mathsf {4Co_{3}O_{4}+12NaOH+O_{2}\ {\xrightarrow {400^{o}C}}\ 12NaCoO_{2}+6H_{2}O}}}
- Восстанавливается водородом:

{\displaystyle {\mathsf {Co_{3}O_{4}+4H_{2}\ {\xrightarrow {120-500^{o}C}}\ 3Co+4H_{2}O}}}